# صالح الطائي
صالح الطائي (من مواليد 1948) هو مرجع شيعي اثنا عشري عراقي.
هو شخصية دينية معروفة برأيه في ضرورة إعادة ربط الطوائف الإسلامية ومنع تقسيم المذاهب. درس في معاهد النجف بالعراق في عهد أبي القاسم الخوئي ومحمد صادق الصدر. في 10 يناير 2008 نشر الطائي رأيه في حرمة تقسيم المسلمين إلى سنة وشيعة في الإسلام.